# Georges de Pappenheim
Georg Marschalk von Pappenheim (mort le 10 décembre 1563) est le quarante-huitième évêque de Ratisbonne et prince-évêque de la principauté épiscopale de Ratisbonne de 1548 à sa mort.

## Famille
Georges de Pappenheim est issu de la famille noble souabe et franconienne, la maison de Pappenheim. En raison de la charge héréditaire de Reichsmarschall, la fonction héréditaire devient une partie du nom. Georg von Pappenheim est donc également répertorié comme Georg Marschall ou Marschalk von Pappenheim. Le siège social éponyme est Pappenheim avec le château de Pappenheim (de) dans la vallée (de) de l'Altmühl.
Les membres de la famille devenues de hauts dignitaires ecclésiastiques sont dans la région d'Eichstätt, d'Augsbourg et de Ratisbonne, comme Christoph von Pappenheim évêque d'Eichstätt (1535-1539). L'humaniste Matthäus von Pappenheim (de) (1458-1541) est également un contemporain de Georges.

## Biographie
Pendant l'épiscopat de Georges, la Contre-Réforme s'établit dans le diocèse. Néanmoins, l'historien Josef Staber (de) décrit les conditions incertaines à Ratisbonne, qui semblent être caractérisées par le meurtre et l'ivresse. Lors d'un synode, on se plaint que des ecclésiastiques s'habillent avec des vêtements séculiers et que certains s'arment de longs couteaux.
Même si l'empereur exige un retour à l'ancienne foi après l'intérim, il y a un fort soutien au protestantisme à Ratisbonne et des érudits tels que Nicolaus Gallus (de) et Justus Jonas contribuent à la confessionnalisation. En 1555, la paix d'Augsbourg accorde la liberté de religion aux villes impériales.
Il meurt très âgé. L'épitaphe de l'évêque le montre en magnifique tenue officielle et avec les insignes de l'évêque.